# Azy-sur-Marne
Azy-sur-Marne é uma comuna francesa na região administrativa de Altos da França, no departamento de Aisne. Estende-se por uma área de 2,78 km². Em 2010 a comuna tinha 387 habitantes (densidade: 139,2 hab./km²).